# 中亚天仙子
中亚天仙子（学名：Hyoscyamus pusillus）为茄科天仙子属下的一个种。